# Parabolaantenna

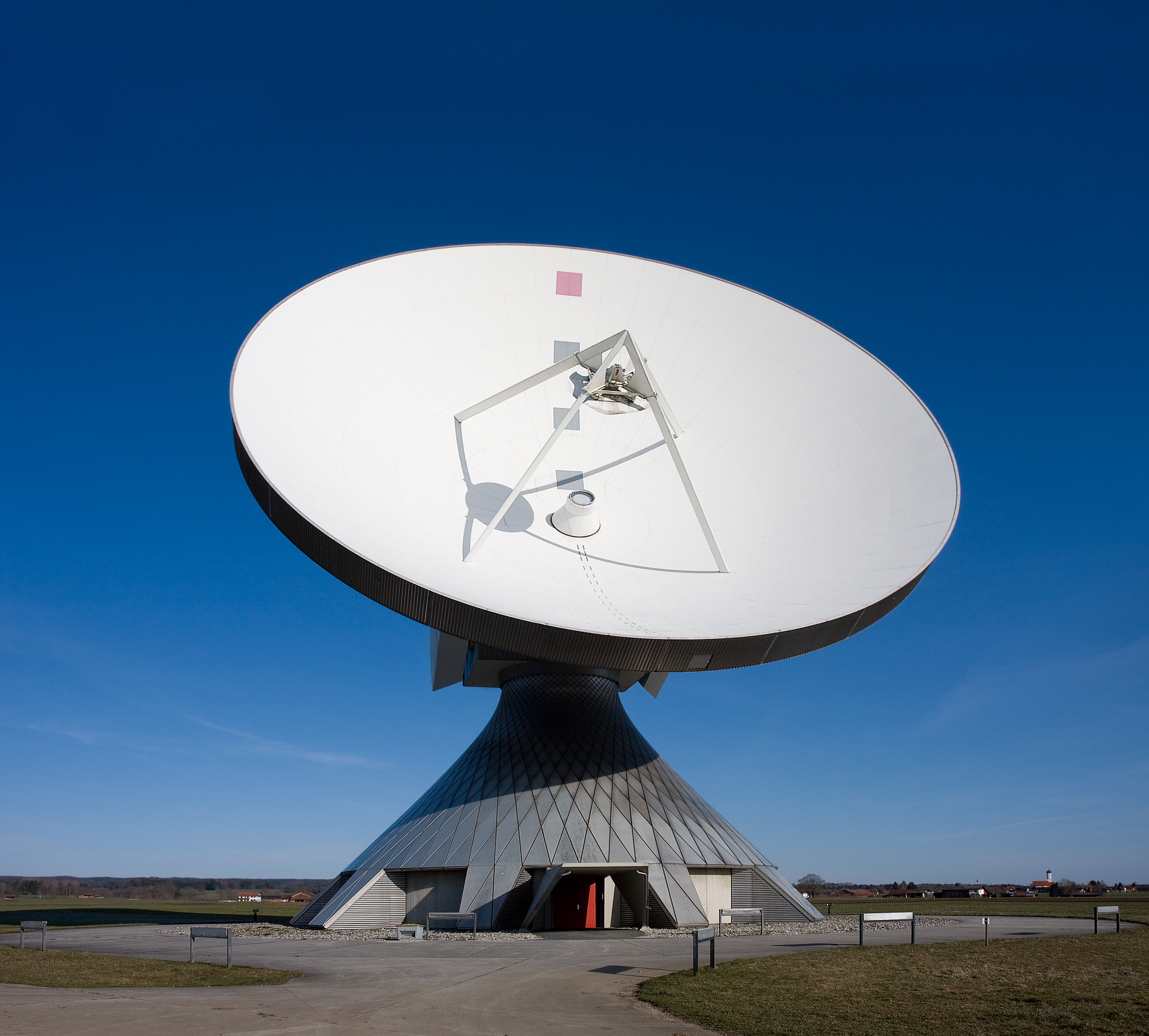
A raistingi földi állomás parabolaantennája, Bajorország

A parabolaantenna az apertúrával rendelkező antennák nagycsaládjába tartozik. Nagy nyereségű, éles irányhatású antennák.
A parabolaantenna tulajdonképpen egy olyan irányított parabolikus reflektor, amelynek célja, hogy a felületéről a rádióhullámokat egy pontba reflektálja vissza. A fókuszpontban vagy egy egyszerű primer sugárzó, vagy valamilyen erősítővel, transzponálóval egybeépített primer sugárzó található.

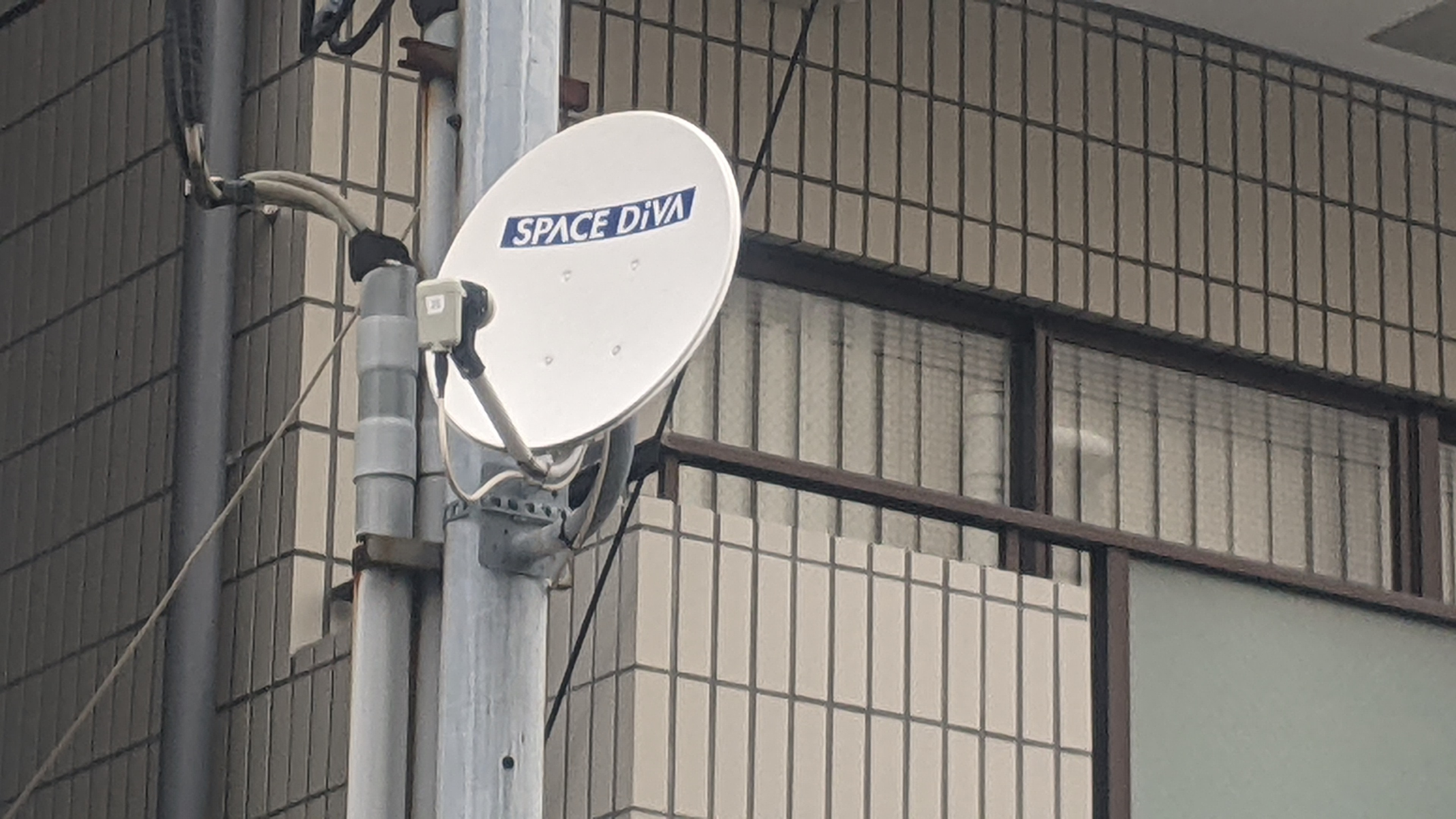
Parabolaantenna LNB egységgel

A házi műsorvevő műholdvevőknél az apertúra fókuszpontjában általában transzponálóval egybeépített primer sugárzó található, amelyet neveznek LNB-nek, illetve "parabolafej"-nek is.
Maga a parabolaantenna általában két fő részből áll:
- parabola alakú apertúrából
- primer sugárzóból.

Rendeltetésüktől és üzemi frekvenciájuktól függően többféle felépítésű és méretű parabolaantenna létezik, működési elvük viszont ugyanaz:
- A környezetből érkező elektromágneses hullámokat az apertúra egy pontba, a primer sugárzó irányába fókuszálja, a fókuszpontba gyűjtött elektromágneses hullámokat a primer sugárzó elektromos jellé alakítja.
- A primer sugárzóba táplált nagyfrekvenciás elektromos jelet a primer sugárzó elektromágneses hullámmá alakítja, ami az apertúráról visszaverődik, és az apertúra kialakításától függően valamilyen szögben kisugárzódik a térbe.

## A primer sugárzó és az apertúra kapcsolata
Az apertúra nincs sem induktív, sem kapacitív csatolásban a primer sugárzóval, tehát nem parazitasugárzóként működik, hanem tükörként, ami egy pontba fókuszálja az elektromágneses sugárzást. Ebből következik, hogy az apertúra nincs hatással a primer sugárzó elektromos paramétereire.
A primer sugárzó minden esetben az apertúra fókuszpontjában található. Fontos követelmény, hogy a primer sugárzó sugárzási szöge akkora legyen, hogy a kisugárzott teljesítmény az apertúra felületére koncentrálódjon.
- Ha a primer sugárzó kisugárzási szöge nagyobb, akkor a kisugárzott teljesítmény egy része túlmegy az apertúrafelületen, az apertúrára kisebb teljesítmény jut, így romlik az antenna hatásfoka
- Ha a primer sugárzó kisugárzási szöge kisebb, akkor kisebb apertúrafelületre koncentrálódik a sugárzás, kisebb lesz az antenna hatásos felülete, így kisebb lesz az antenna nyeresége.

Az apertúra megszerkesztésénél a legfontosabb a parabola-vonal meghatározása. Ebböl forgatással képezhető forgásparaboloid, eltolással pedig hengerparaboloid. Ha ismerjük a primer sugárzó sugárzási szögét, és adott átmérőjű parabolát szeretnénk tervezni, a következőképp kell számolnunk:
{\displaystyle r={\frac {D}{2}}}
{\displaystyle \phi ={\frac {\alpha }{2}}}
{\displaystyle F={\frac {r}{\tan {\phi }}}}
A vonal pontjainak a vezérsíktól számított távolságát meghatározhatjuk a középvonaltól számított távolság alapján:
{\displaystyle {\ce {p_{i}={\frac {i^2}{4F}}}}}
{\displaystyle p_{n}={\frac {r^{2}}{4F}}}
- α - a primer sugárzó kisugárzási szöge
- φ - a primer sugárzó kisugárzásának félszöge
- D - az apertúra átmérője
- r - az apertúra sugara
- F - fókusztávolság
- Fp - fókuszpont
- i - az apertúra közepétől számított távolság
- pi - az apertúra egy pontja az apertúrától i távolságra
- pn - a parabolavonal végpontja

## Közvetlen megvilágítású parabolaantennák
A közvetlen megvilágítású parabolaantennáknál a primer sugárzó közvetlenül az apertúrára sugározza ki teljesítményét, vagy vevőantenna esetén közvetlenül a primer sugárzóra fókuszálódik az apertúrafelület által felvett teljesítmény.

### Hengerparaboloid felületű apertúraantennák

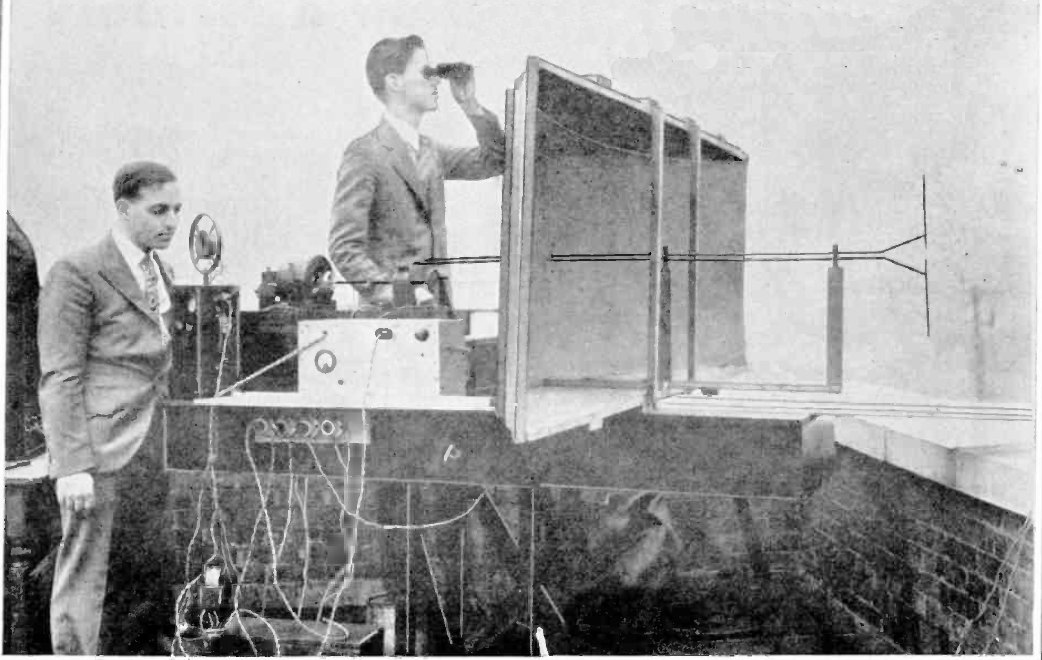
Westinghouse kísérlete, 700 MHz-es adóval, hengerparaboloid apertúrával, 1932-ben. A primer sugárzó félhullámú dipólantenna.

A hengerparaboloid apertúra elkészítése egyszerű, akár házi módszerrel is elkészíthető. Nem kell mást tenni, mint egy alumínium- vagy acéllemezt meghajlítani a parabolavonal szerint. Így olyan antennához jutunk, amely a tengelyiránnyal párhuzamos polarizációban nagy nyereséget ad, az arra merőleges polarizációban pedig a nyeresége megegyezik a primersugárzó nyereségével. Az antennanyereség közelíthető a következő képlettel:
{\displaystyle G\approx {\sqrt {{\frac {4\pi ^{2}D^{2}}{4\lambda ^{2}}}{\frac {360^{2}}{\alpha ^{2}}}}}}
{\displaystyle G_{dB}=10log_{10}{G}}

### Forgásparaboloid felületű apertúraantennák[2]

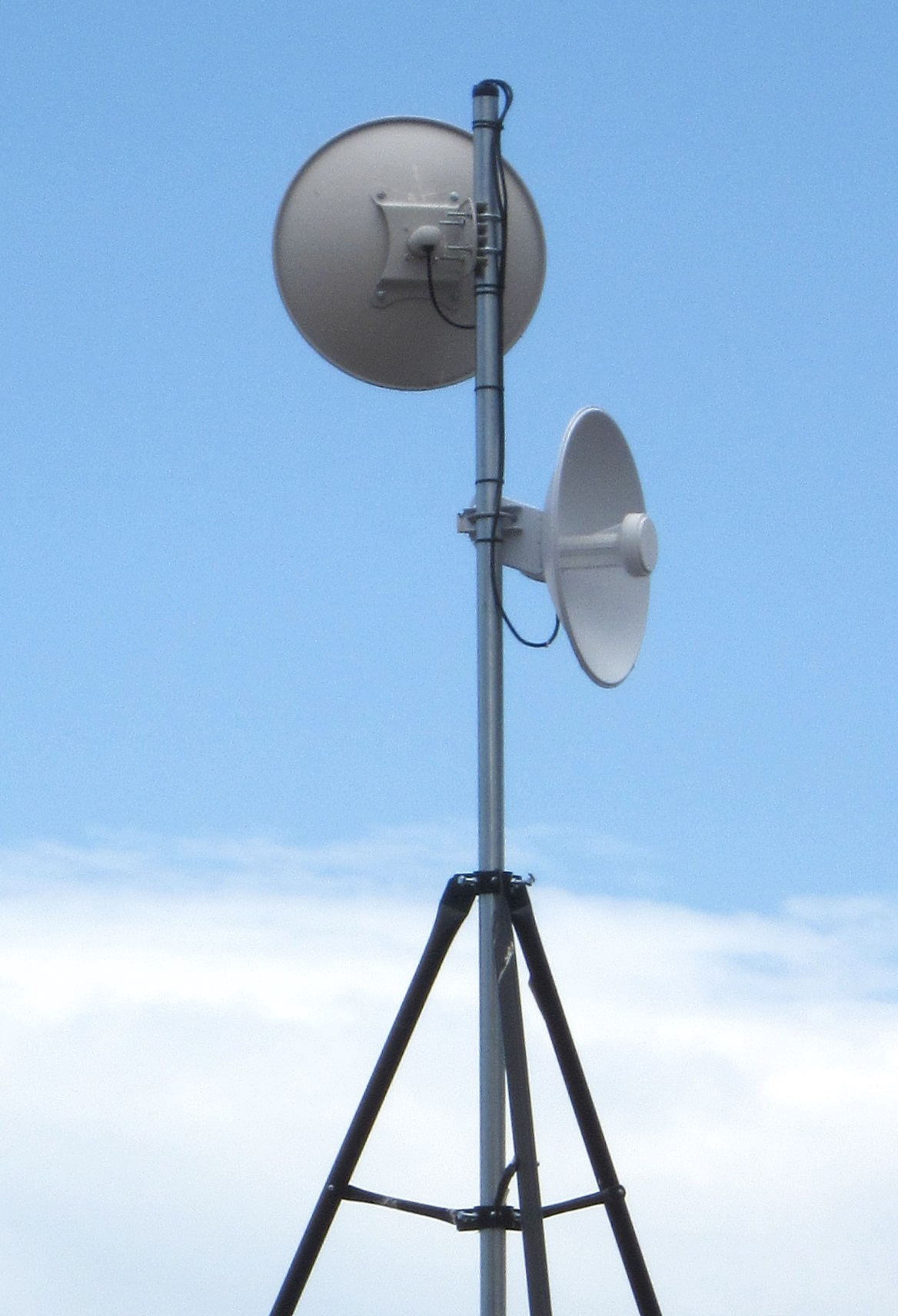
Forgásparaboloid, középpontban a sugárzóval

Forgásparaboloid antennákkal nagy antennanyereséget lehet elérni mind a vertikális, mind a horizontális polarizációs síkban. A főtükör fémlapból történő elkészítése viszont már ipari technológiát igényel. Nagyobb hullámhosszokon elterjedt az a megoldás, hogy dróthálóból vagy sík fémlapokból, szegmensenként alakítják ki az apertúrát. Ilyen esetekben hatásfokromlással kell számolni.
A parabolaantenna nyereségét a következő képlettel számíthatjuk ki:
{\displaystyle G={\frac {4\pi ^{2}D^{2}}{4\lambda ^{2}}}\eta }
{\displaystyle G_{dB}=10log_{10}{G}}
Ha adott nyereségre akarjuk tervezni az antennát, az egyenletet átrendezve kiszámíthatjuk, milyen átmérőjű apertúrát kell készíteni:
{\displaystyle D_{mm}=300{\frac {\sqrt {2*10^{0,1G_{dB}}}}{\pi f_{GHz}}}}
- λ - az üzemi hullámhossz
- f - az üzemi frekvencia
- η - a hatásfok
- G - antennanyereség
- GdB - antennanyereség decibelben
- Dmm - a parabolatükör átmérője mm-ben

Kisebb frekvenciák esetén a hatásfok lemezből kiképzett apertúra esetén akár 0.9 fölötti érték is lehet, a frekvencia növekedésével egyre inkább kritikus az apertúra anyaga. 100 GHz fölötti frekvenciákon már az apertúra festése is speciális festékanyagot igényel.

## Cassegrain rendszerű antennák[2]

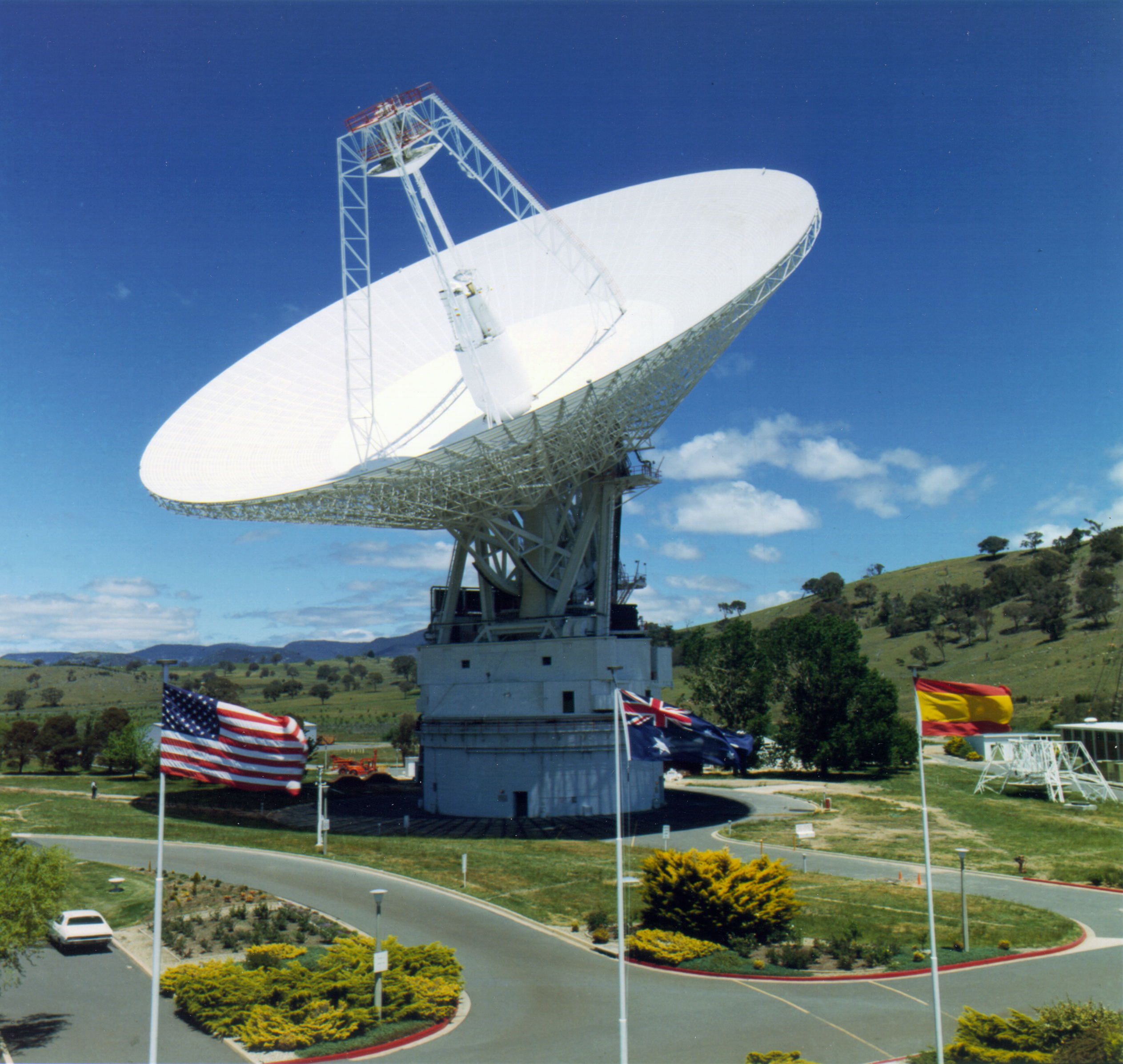
Cassegrain rendszerű parabolaantenna

A Cassegrain elnevezés eredetileg 2 tükrös csillagászati távcsövet takart, ugyanezzel a felépítéssel mikrohullámú antennát is létre lehet hozni. A Cassegrain rendszerű apertúrasugárzók 3 részből állnak:
- Főtükör - A környezetből érkező elektromágneses hullámokat a segédtükörre fókuszálja
- Segédtükör - A főtükörről érkező elektromágneses hullámokat tovább fókuszálja, a primer sugárzó irányába. A segédtükör formája forgáshiperboloid.
- Primer sugárzó - A fókuszált elektromágneses hullámot elektromos jellé alakítja

### A Cassegrain rendszerű apertúrasugárzók előnyei
- A segédapertúra speciális kialakításával megvalósítható az amplitudóban egyenletes apertúramegvilágítás, ami nagyobb antennahatásfokot ad, vagyis kisebb méretek mellett nagyobb antennanyereséget lehet elérni.
- Mivel a primer sugárzó a főapertúra középpontjában van, így az antennaerősítő, transzponálóegység, egyéb elektronika elhelyezhető az antenna mögött, anélkül, hogy a hogy hosszú, nagy ívben hajlított kábelen kötnénk össze a primer sugárzóval.
- Könnyen megoldható a primer sugárzó és a hozzá tartozó elektronika cseréje az antenna megbontása nélkül.

### A Cassegrain rendszerű apertúrasugárzók hátrányai
- A segédapertúra viszonylag nagy területet takar ki a főapertúra hatásos irányából.
- Bonyolult rendszer, nagyon pontos tervezést igényel.
- Nehéz antenna, erős és bonyolult tartószerkezetet igényel, különösen ha az antenna forgatása is szükséges.

## Gregory apertúrasugárzó[2]
A Gregory antennarendszer annyiban különbözik a Cassegrain rendszertől, hogy segédapertúraként nem forgáshiperboloid, hanem forgási ellipszoid van használva.

## Ofszetantenna[2]

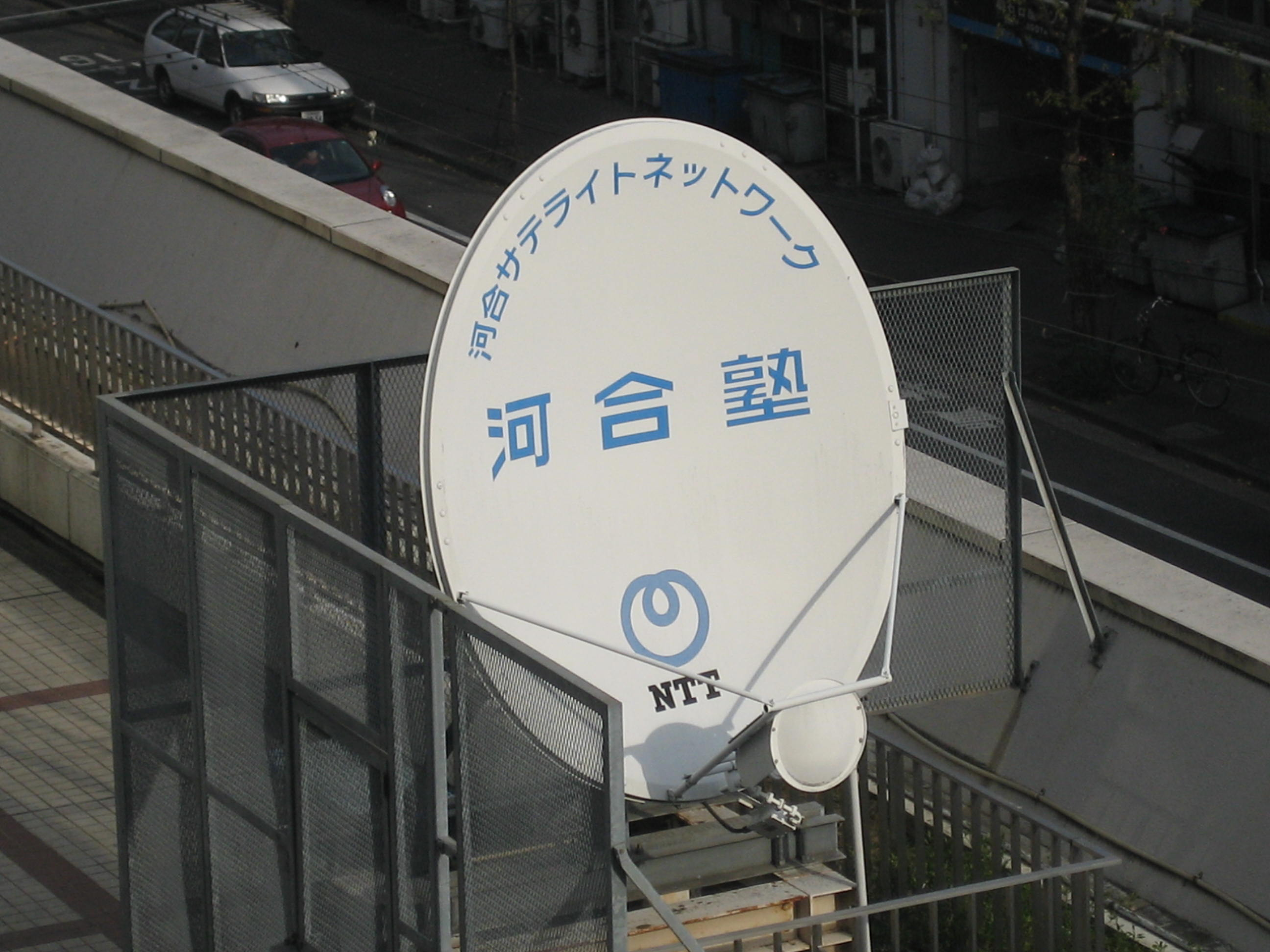
Ofszetantenna

Az eddig említett apertúrasugárzók hátránya az volt, hogy a primer sugárzó a fő sugárzási irányba esett, és így egy darabot kitakart a főapertúrából. Készíthető olyan paraboloid apertúra, melynek fókuszpontja kívül esik a fő sugárzási irányból, így megoldható a kitakarás általi hatásfokvesztés.
Az ofszetantennák tervezéséhez szükséges elméleti alapok már a II. Világháború idején megvoltak, viszont a nagy mennyiségű, bonyolult számítások miatt csak a számítógépek elterjedése tette lehetővé ipari megvalósítását.
Műsorszóró műholdak vételére ezt az antennatipust használják a legelterjedtebben.